# Hōgen monogatari

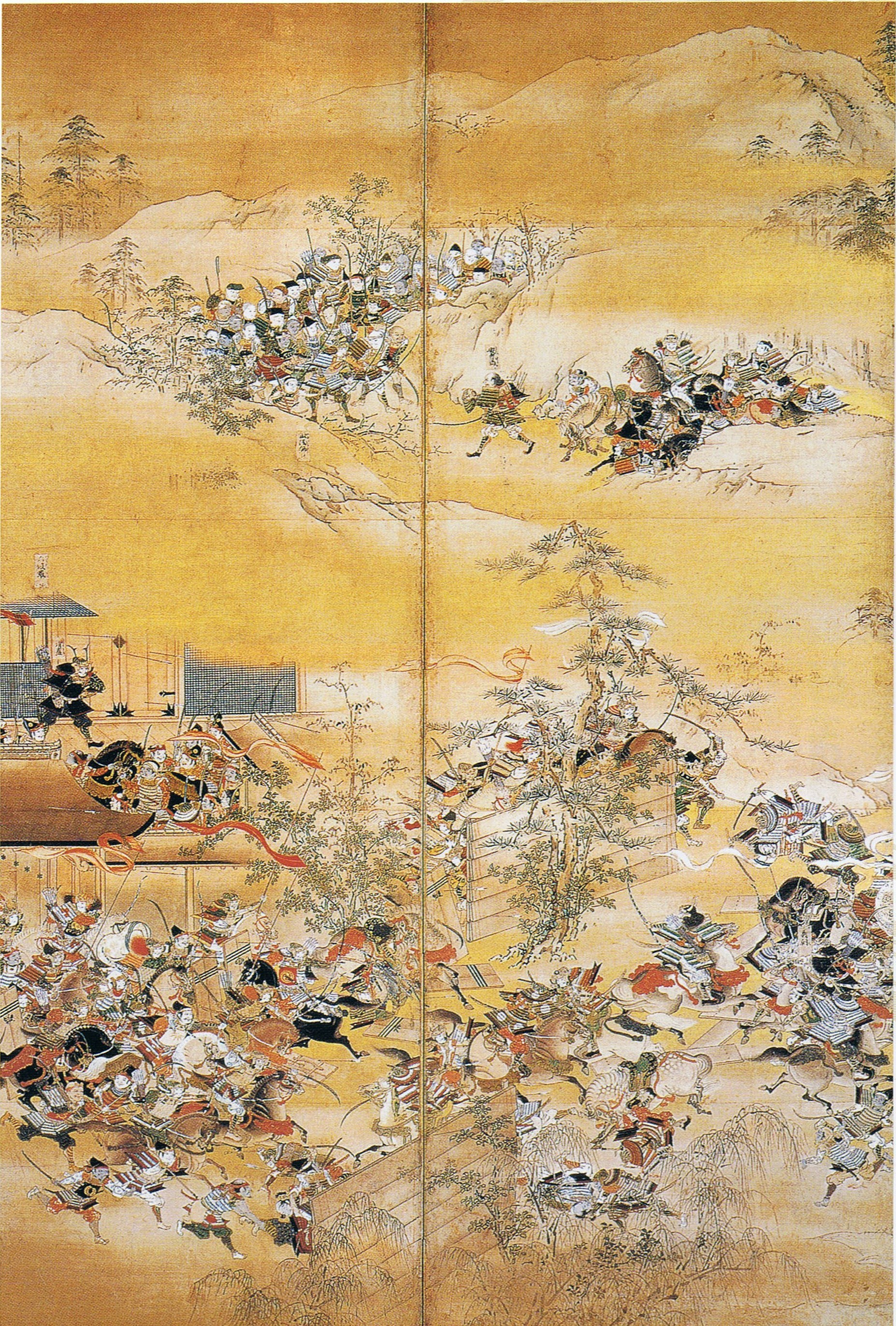
Dans cette représentation de la rébellion de Hōgen, le guerrier avec l'armure noire est Taira no Kiyomori (voir au centre gauche).

Le Hōgen monogatari (保元物語) ou Dit de Hōgen est une chronique guerrière japonaise — ou un conte guerrier (gunki monogatari) — qui rapporte les événements et les personnages principaux de la rébellion de Hōgen. On estime que ce classique littéraire et historique a été achevé durant l'époque de Kamakura vers 1320. Son ou ses auteurs restent inconnus. Les événements rapportés dans le Hōgen monogatari précèdent ceux qui seront relatés dans le Heiji monogatari.

## Rivalités
Comme dans le Heiji monogatari, des rivalités à de multiples niveaux et inter relationnelles amènent à la guerre et les principaux protagonistes sont présentés selon l'ordre traditionnel de leur statut : les empereurs et les anciens empereurs d'abord, puis les ministres Fujiwara en deuxième suivis des guerriers du clan Minamoto en troisième.
- Premier niveau de rivalité, conflits entre empereurs :
  - empereur cloîtré Toba (鳥羽天皇?), 1103-1156
  - empereur cloîtré Sutoku (崇徳天皇?), 1119-1164
  - empereur régnant Go-Shirakawa (後白河天皇?), 1127-1192[4]
- Deuxième niveau de rivalité, conflits entre aristocrates kuge, entre les fils de Fujiwara no Tadazane (藤原 忠実?), 1078-1162
  - Fujiwara no Tadamichi (藤原忠通?), 1097-1164
  - Fujiwara no Yorinaga (藤原頼長?), 1120-1156[5].
- Troisième niveau de rivalité, conflits entre (et au sein) de clans guerriers, entre les fils de Minamoto no Tameyoshi (源為義?), 1096-1156
  - les fils ainés de Tameyoshi soutiennent Go-Shirakawa
  - Tameyoshi et ses jeunes fils soutiennent Sutoku[6].

Comme dans le Heiji monogatari, la structure narrative est divisée en trois segments :
- la première partie présente les personnages et les rivalités qui les opposent[4] ;
- la deuxième partie relate le cours des conflits[7] ;
- la troisième partie rapporte les tragiques conséquences[8].

## Historiographie dumonogatari
Les Japonais ont développé un certain nombre de stratégies complémentaires pour la capture, la conservation et la diffusion des éléments essentiels de leur histoire nationale communément acceptée - chroniques des souverains et des événements, biographies des personnalités éminentes et le conte militaire ou gunki monogatari. Cette dernière forme a évolué à partir d'un intérêt dans l'enregistrement des activités des conflits militaires à la fin du XIIe siècle. Les grandes batailles, les escarmouches et les petits conflits individuels - ainsi que les personnalités militaires qui animent ces contes - ont tous été transmis de génération en génération sous la forme narrative du Hōgen monogatari (1156), du Heiji monogatari (1159-1160) et du Heike monogatari (1180-1185).  
Dans chacun de ces monogatari familiers, les figures centrales sont populaires, les événements majeurs sont généralement compris et les enjeux tels qu'ils ont été compris à l'époque sont classiquement admis comme éléments de la fondation de la culture japonaise. La précision de chacun de ces documents historiques appelle nécessairement une étude plus approfondie et certains épisodes ont résisté à un examen minutieux, tandis que d'autres « faits » présumés se sont révélés être inexacts.